# 長野県立伊那弥生ヶ丘高等学校
もしかして
- 長野県伊那弥生ヶ丘高等学校

ではありませんか？